# Miguel Radillo
Miguel Radillo Rodríguez (Monterrey, 5 de febrero de 1997) es un deportista mexicano que compite en taekwondo. Ganó una medalla de oro en el Campeonato Panamericano de Taekwondo de 2016, en la categoría de –74 kg.

## Palmarés internacional
| Campeonato Panamericano | Campeonato Panamericano | Campeonato Panamericano | Campeonato Panamericano |
| Año                     | Lugar                   | Medalla                 | Categoría               |
| ----------------------- | ----------------------- | ----------------------- | ----------------------- |
| 2016                    | Querétaro (México)      | Medalla de oro          | –74 kg                  |